# レイモン・ンドン・シマ
レイモン・ンドン・シマ（仏: Raymond Ndong Sima , 1955年1月23日 - ）は、ガボンの政治家。同国首相を2012年と2023年の2度、務めている。

## 経歴・人物
1961年7月10日、フランス領赤道アフリカ、ガボン植民地（現在のガボン）、ウォレウ・ンテム州オイェムで誕生。1986年に計画経済大臣に任命され、世界銀行やIMFとの交渉を担った。退任後の1994年に国営ゴム会社の社長に就任。
シマは2003年10月17日に農業開発大臣として再入閣を果たす。
2011年12月の総選挙で与党ガボン民主党（PDG）が圧勝した際にシマは故郷のウォレウ・ンテム州選挙区で出馬し、下院議員として当選。
ポール・ビヨゲ・ムバ首相が2012年に退任した際、後任の首相としてシマが任命される。当時はオンディンバ大統領から首相として重要視されていなかった。
オンディンバ大統領は2014年1月24日にダニエル・オナ・オンドをンドン・シマの後任首相として任命した。1月27日にオンドに首相の職務を委ねた。
2015年に党が権威主義の批判を受け止めていないとして、シマはガボン民主党を離党。フォースタン・ブクビ事務総長（当時は下院議長も兼務）が、シマは日和見主義者であるとシマの離党を批判し、民主党は民主主義を保っていると声明を出した。
2023年ガボンクーデターの発生後、シマは2023年9月7日に暫定大統領ブライス・オリギ・ンゲマによって暫定首相に任命された。新憲法案が2024年11月16日の国民投票で承認され、12月19日に公布されたことで、首相職は廃止されることが決定した。2025年5月3日にンゲマが選挙を経て正式な大統領に就任したことを受け、5月4日に首相辞任を表明し、以降ポストは廃止された。なお首相に変わるポストとして新たに政府副大統領が設置され、その初代には2025年5月5日にアレクサンドル・バロ・シャンブリエが就任している。